# خان كندي (مشكين شهر)
خان كندي هي قرية في مقاطعة مشكين شهر، إيران. عدد سكان هذه القرية هو 202 في سنة 2006.